# KK MZT Skoplje
KK MZT je sjevernomakedonski košarkaški klub iz Skoplja.

## Povijest
Košarkaški klub MZT je osnovan 1966. pod imenom KK Skoplje, a tek kasnije je promijenio ime u MZT. Počeci su bili amaterski, s treninzima na otvorenim terenima i bez ozbiljnih ambicija. Klub je postao nešto ozbiljniji nakon izgradnje sportske dvorane Autokomanda, omogućeno pokroviteljstvom Metalskog zavoda Tito ili skraćeno MZT. Kasnije zbog sponzorstva ove tvrtke, klub je preimenovan u samo MZT, koje koristi i danas. 
Sredinom 1980-ih u novoizgrađenom naselju Jane Sandanski, sponzor MZT je izgradio novu sportsku dvoranu i zbog toga klub se iz Autokomande preselio u naselje Jane Sandanski.
Sredinom 1980-ih za vrijeme rada trenera Lazara Lečića klub je ušao u Prvu saveznu ligu Jugoslavije, za to vrijeme najjaču ligu u Europi i odigrao sezone 1986./87. i 1987./88. u njoj, igrao je utakmice s KK Partizanom, Cibonom, Jugoplastikom jednim od najboljih europskih košarkaških klubova u povijesti.
Nakon stjecanja neovisnosti Makedonije, MZT je postao značajan klub u makedonskoj košarci. Klub je od tada osvojio četiri naslova u nacionalnom prvenstvu, sedam Kupova Makedonije te jedan Superkup.
U sezoni 2012./13. klub je po prvi put sudjelovao u Jadranskoj ligi i zauzeo je sedmo mjesto.

## Trofeji
Prvenstvo Makedonije:
- Prvak (5) : 2012., 2013., 2014., 2015., 2016.
- Drugoplasirani (6) : 1993., 1996., 1998., 1999., 2001., 2004.

Kup Makedonije:
- Pobjednik (8) : 1996., 1997., 1999., 2000., 2012., 2013., 2014., 2016.
- Finalist (4) : 1994., 1995., 2003., 2011.

Superkup Makedonije:
- Pobjednik (1) : 2004.

Prva liga SR Makedonije:
- Prvak (6) : 1970., 1971., 1972., 1973., 1974., 1979.

## Poznati igrači
- Boris Bakić
- Duško Bunić
- Todor Gečevski
- Marko Luković
- Uroš Lučić
- Marko Ljubičić
- Ivan Marinković
- Igor Mihajlovski
- Uroš Nikolić
- Nemanja Protić
- Predrag Samardžiski
- Stefan Sinovec
- Vrbica Stefanov
- Aleksandar Ćapin
- Aleksandar Cvetković
- Sead Šehović

## Poznati treneri
- Vlada Vukoičić
- Dražen Dalipagić
- Zmago Sagadin

## Vanjske poveznice
- Službene stranice